# Académie nationale de l'éducation physique et du sport d'Azerbaïdjan
L'académie nationale de l'éducation physique et du sport d'Azerbaïdjan est un établissement d'enseignement supérieur publique située à Bakou, en Azerbaïdjan.

## Histoire
L'académie nationale de l'éducation physique et du sport d'Azerbaïdjan a été fondée 1930. En 2015, l'Académie avait diplômé plus de 30 000 spécialistes. La spécialité de médecine du sport et réadaptation a été créée en collaboration avec l'University College de Londres.